# Удовиченко, Александр Трофимович
Александр Трофимович Удовиченко (1908—1989) — полковник Советской Армии, участник Великой Отечественной войны, Герой Советского Союза (1945).

## Биография
Александр Удовиченко родился 17 сентября 1908 года в Александровске (ныне — Запорожье). После окончания десяти классов школы работал на железной дороге. В 1930 году Удовиченко был призван на службу в Рабоче-крестьянскую Красную Армию. В 1938 году он окончил Московское военно-железнодорожное училище. С начала Великой Отечественной войны — на её фронтах.
К июню 1944 года майор Александр Удовиченко командовал 202-м танковым батальоном 89-й танковой бригады 1-го танкового корпуса 43-й армии 1-го Прибалтийского фронта. Отличился во время освобождения Белорусской ССР. 26 июня 1944 года батальон Удовиченко переправился через Западную Двину в районе Бешенковичей и захватил плацдарм на её берегу. 19 июля 1944 года, оказавшись в окружении, Удовиченко успешно организовал круговую оборону и в течение трёх дней отражал немецкие контратаки, сумев прорваться из кольца. Всего же за время тех боёв батальон Удовиченко освободил более 170 населённых пунктов и нанёс противнику большие потери.
Указом Президиума Верховного Совета СССР от 24 марта 1945 года за «образцовое выполнение боевых заданий командования на фронте борьбы с немецкими захватчиками и проявленные при этом отвагу и геройство» майор Александр Удовиченко был удостоен высокого звания Героя Советского Союза с вручением ордена Ленина и медали «Золотая Звезда» за номером 5017.
После окончания войны Удовиченко продолжил службу в Советской Армии. В 1957 году в звании полковника он был уволен в запас. Проживал и работал в Москве. Скончался 25 мая 1989 года, похоронен на Митинском кладбище Москвы.
Был награждён двумя орденами Ленина, двумя орденами Красного Знамени, орденом Александра Невского, двумя орденами Отечественной войны 1-й степени, орденом Красной Звезды и рядом медалей.